# مانولو (بازیکن فوتبال، زاده ۱۹۸۵)
مانولو (انگلیسی: Manolo؛ زادهٔ ۲۵ نوامبر ۱۹۸۵) بازیکن فوتبال اهل اسپانیا است.
از باشگاه‌هایی که در آن بازی کرده‌است می‌توان به باشگاه فوتبال رایو وایکانو اشاره کرد.